# Фондова біржа Перспектива
Фондова біржа Перспектива (ПАТ "Фондова біржа «Перспектива») — фондова біржа цінних паперів України. Характерною особливістю Біржі є українські бенефіціари, програмне забезпечення власного виробництва і активне використання систем  електронного документообігу (ЕДО) і електронного цифрового підпису (ЕЦП).
За даними НКЦПФР, обсяг торгів цінними паперами на ФБ «Перспектива» зріс з 436,61 млн грн у 2007 році до 490 458,12 млн грн. у 2014 році, тобто майже пів-трильйона гривень. Натомість в останні роки обсяги торгів на ФБ «Перспектива» (та на біржовому фондовому ринку України в цілому) скоротилися: у 2015 році — до 220 332,17 млн грн, у 2016 році — до 136 057,62 млн грн, у 2017 році — до 127 410,01 млн грн (дані річних звітів НКЦПФР [2]).

## Результати 2017 р
За підсумками 2017 року, шостий рік поспіль ФБ «Перспектива» посідає беззаперечне перше місце серед фондових бірж України за обсягом торгів цінними паперами. Зокрема, частка біржі «Перспектива» в загальному обсязі торгів державними облігаціями на фондових біржах України становила 65 %, інвестиційними сертифікатами — 34 %, облігаціями підприємств — 34 %, опціонними сертифікатами — 78 %. За результатами 2017 року частка Біржі в загальному обсязі торгів ЦП на фондових біржах України склала 62 %.
Загальний обсяг біржових контрактів з цінними паперами та строковими контрактами на Біржі та частка в загальному обсязі торгів на фондових біржах України, за даними НКЦПФР, в останні роки становив:
2007—436,61 млн грн (1 %),
2008 — 1 374,51 млн грн (4 %),
2009 — 11 412,43 млн грн (32 %),
2010 — 36 649,58 млн грн (28 %),
2011 — 79 070,31 млн грн (34 %),
2012—145 563,96 млн грн (55 %),
2013—311 585,67 млн грн (67 %),
2014—490 458,12 млн грн (79 %),
2015—220 332,17 млн грн. (77 %),
2016—136 057,62 млн грн (58 %),
2017—127 410,01 млн грн (62 %).
За попередніми даними Біржі та НКЦПФР, обсяг торгів на ФБ «Перспектива» у 2017 році становив 127 млрд грн, на українських фондових біржах загалом — 206 млрд грн.

## Історія
11 травня 2006 р. — Державна комісія з цінних паперів та фондового ринку надала ліцензію на провадження професійної діяльності з організації торгівлі Товариству з обмеженою відповідальністю "Торговельно-інформаційна система «Перспектива».
03 квітня 2007 р. — на ТОВ "ТІС «Перспектива» апробовані перші в Україні активні торги за технологією Ринку Заявок (Order-Driven Market).
29 січня 2008 р. — здійснена державна реєстрація ВАТ "Фондова біржа «Перспектива», яке стало правонаступником ТОВ "ТІС «Перспектива».
06 березня 2008 р. — Державний департамент з питань зв'язку та інформатизації зареєстрував центр сертифікації ключів та вніс ВАТ "Фондова біржа «Перспектива» до Реєстру суб'єктів — засвідчувальних центрів зареєстрованих та неакредитованих центрів сертифікації ключів, які надають послуги, пов'язані з електронним цифровим підписом.
14 березня 2008 р. — Державна комісія з цінних паперів та фондового ринку ухвалила рішення про видачу ліцензії на провадження професійної діяльності на фондовому ринку — діяльності з організації торгівлі на фондовому ринку ВАТ "Фондова біржа «Перспектива».
30 червня 2009 р. — проведено перші грошові розрахунки за наслідками торгів на ВАТ "Фондова біржа «Перспектива» через внутрішньодержавну небанківську платіжну систему «Розрахункова фондова система» (перша в країні спеціалізована модель розрахунків за наслідками біржових торгів з цінними паперами).
29 липня 2009 р. — Центр сертифікації ключів ВАТ "Фондова біржа «Перспектива» набув статусу Акредитованого центру сертифікації ключів.
24 грудня 2010 р. — Центр сертифікації ключів ПАТ «Комунікаційний фондовий центр», створений шляхом перетворення та виділення зі складу Біржі, отримав статус акредитованого ЦСК.
05 серпня 2010 р. — здійснена державна реєстрація ПАТ "Фондова біржа «Перспектива» (набуто статус публічного акціонерного товариства).
31 січня 2011 р. — розпочато реалізацію спільного проекту Міжнародної фінансової корпорації (IFC) та ПАТ "Фондова біржа «Перспектива», метою якого є сприяння розвитку ринку фінансових стресових активів в Україні через створення механізмів (інструментарію та платформи) їх сек'юритизації.
16 березня 2011 р. — між Міністерством фінансів України та ПАТ "Фондова біржа «Перспектива» було укладено угоду щодо врегулювання допуску державних цінних паперів до біржових торгів та включення до біржового реєстру.
16 червня 2011 р. — створено Товарну біржу «Перспектива-Коммодіті», яка використовує торговельні та розрахункові технології, відпрацьовані ПАТ "Фондова біржа «Перспектива», на товарному біржовому ринку
18 серпня 2011 р.- зареєстровано Правила строкового ринку ПАТ "Фондова біржа «Перспектива» та специфікації строкових контрактів на відсоткові індекси.
13 лютого 2012 р.- Національний Банк України отримав доступ до торгів на ПАТ "Фондова біржа «Перспектива».
31 травня 2012 р. — стартували торги на Строковому ринку Біржі. Це перший приклад біржових торгів процентними строковими контрактами (Interest Rate Future, IRF) в Україні.
13 лютого 2013 р. — ФДМУ та Біржа уклали договір про організацію та проведення торгів із продажу пакетів акцій акціонерних товариств, що належать державі. 12 квітня 2013 р. — в обіг вперше впроваджені ф'ючерсні контракти на Індекс KievPrime (на ставки, що відповідають строкам погашення міжбанківських кредитів на строк 1 та 3 місяці). Таким чином, розширене коло строкових контрактів, що торгуються на Біржі.
26 квітня 2013 р. — розпочато торги на ринку РЕПО щодо державних облігацій (ОВДП). Вже за травень-червень частка договорів РЕПО сягнула 10,5 % загального обсягу торгів ОВДП на Біржі.
4 червня 2013 р. — комп'ютерна програма «Система електронних торгів» (ЕТС Біржі) стала першим програмним продуктом, внесеним до Переліку програмних продуктів на фондовому ринку, що ведеться НКЦПФР.
19-20 вересня 2013 р. — відбулася перша міжнародна конференція «Український фондовий ринок: перспективи розвитку та покращення інфраструктури», яку організувала Біржа за
сприяння СРО АУФТ, ICU, НАБУ.
13 травня 2014 р. — на Біржі укладені перші договори за технологією Інтернет-трейдингу.
18-19 вересня 2014 р. — Біржею за сприяння Львівської міської ради організовано Lviv Financial Forum. Генеральними спонсорами виступили група ICU та СРО АУФТ.
21 січня 2015 р. — після отримання погодження (дозволу) НБУ (30.12.2014) та реєстрації НКЦПФР специфікацій валютних деривативів (13.01.2015) на Біржі відбувся старт торгів валютними деривативами.
6 липня 2015 року — старт активних торгів депозитними сертифікатами НБУ на Біржі, протягом 2015—2016 рр. обсяг торгів цим інструментом на Біржі сягнув 18,4 млрд грн., але з середини 2016 року обіг депозитних сертифікатів НБУ став винятково позабіржовим.
24-25 вересня 2015 р. — участь в Odessa Financial Forum, організованому СРО АУФТ спільно з ГО «АСІ Україна», генеральний спонсор — група ICU, партнери — WSE та ACC.
08 грудня 2015 року — старт аукціонів НБУ з продажу державних облігацій, до кінця 2015 р. проведено 5 аукціонів, в ході яких подано заявок на 502 млн грн та реалізовано державних облігацій на суму 127 млн грн.
21 січня 2016 року — на Біржі укладено перші угоди РЕПО з депозитними сертифікатами НБУ.
11 травня 2016 року — на Біржі укладено перші угоди з державними деривативами, випущеними в 2015 році в межах реструктуризації державного боргу.
31 липня 2017 року  – оновлення торговельних технологій щодо проведення аукціонів в інтересах ФДМУ та ФГВФО
04 жовтня 2017 року — старт торгів за технологією, що передбачає укладення контрактів, які забезпечені правами на отримання грошових коштів/цінних паперів на підставі відповідних зустрічних зобов'язань
15 березня 2018 року — рішенням № 146 Національної комісії з цінних паперів та фондового ринку видано нову ліцензію на провадження професійної діяльності на фондовому ринку — діяльності з організації торгівлі на фондовому ринку (термін дії попередньої ліцензії сплив 14 березня 2018 року).
26 березня 2018 року — перший результативний аукціон ФГВФО з продажу цінних паперів в портфелі банка, що ліквідується
21 червня 2018 року — зміна типу акціонерного товариства з публічного на приватне.